# 邁氏似真小鯉
邁氏似真小鯉（学名：Cyprinella milesi）为輻鰭魚綱鯉形目鲤科的其中一種，分布於亞洲巴基斯坦、伊朗、阿富汗，體長可達10公分，棲息在山麓溪流。